# Axel (łyżwiarstwo figurowe)

Etapy wykonania axla

Axel – skok łyżwiarski wykonywany w łyżwiarstwie figurowym w konkurencjach jazdy indywidualnej (soliści, solistki) oraz par sportowych. Należy do grupy skoków krawędziowych (ang. edge jumps). Jako jedyny skok z grupy skoków podstawowych rozpoczynany z najazdu przodem po zmianie nogi przed samym skokiem, z zewnętrznej krawędzi lewej łyżwy. Łyżwiarz zamachuje się prawą nogą. Uważany jest za najtrudniejszy skok łyżwiarski i jest podstawowym elementem każdego programu łyżwiarskiego. Trudność skoku wynika z tego, że skok rozpoczynany jest do przodu, a lądowanie następuje tyłem i powoduje to konieczność wykonania o pół obrotu więcej, niż wskazuje nazwa skoku. Pojedynczego axla po raz pierwszy wykonał jego pomysłodawca Norweg Axel Paulsen w 1882 roku.